# Schinznach-Dorf
Schinznach-Dorf (toponimo tedesco; fino al 1938 Schinznach) è una frazione di 1 769 abitanti del comune svizzero di Schinznach, nel Canton Argovia (distretto di Brugg).

## Storia

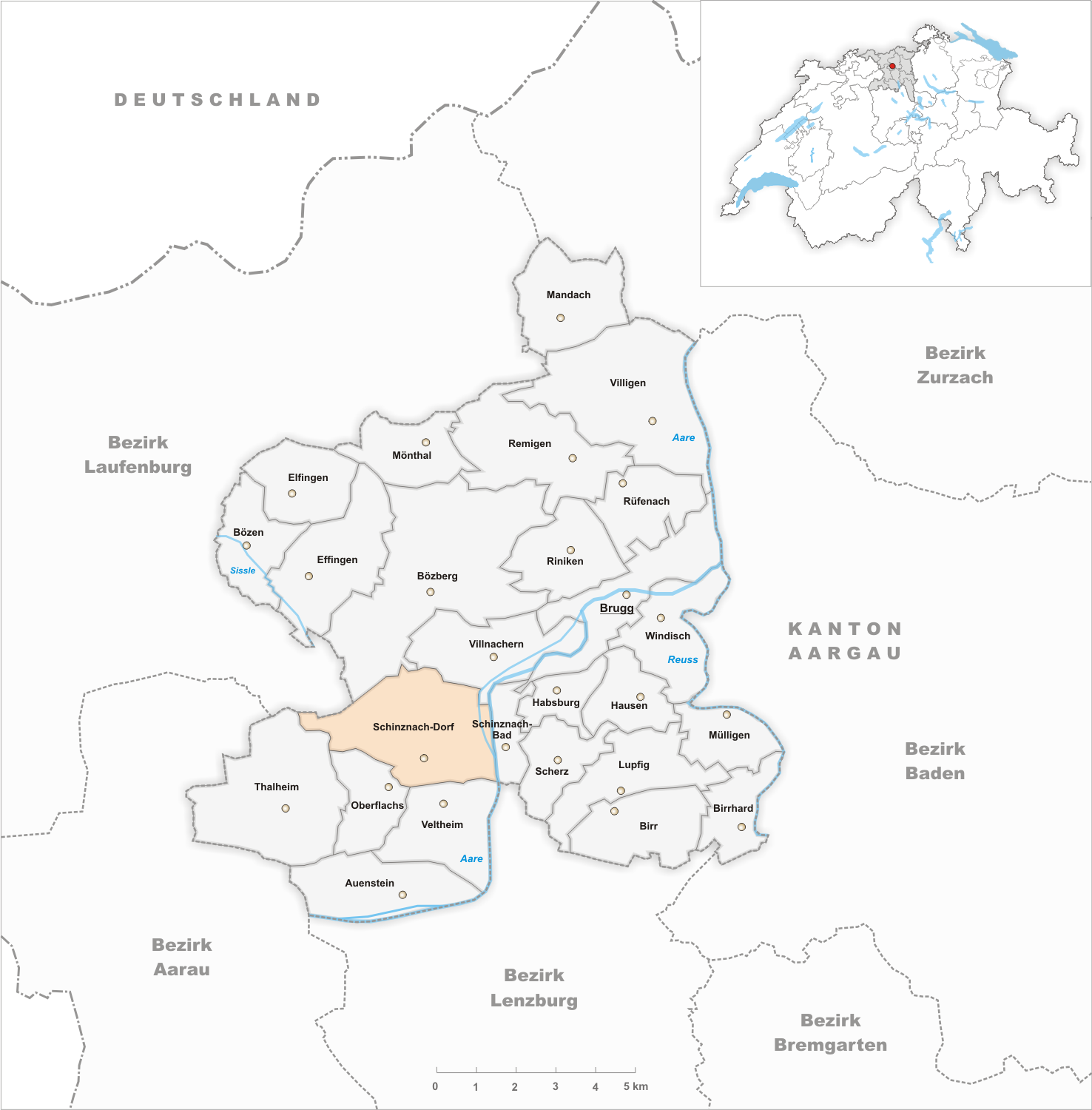
Il territorio del comune di Schinznach-Dorf prima degli accorpamenti comunali del 2013

Già comune autonomo che comprendeva anche le frazioni di Wallbach e Wisstrotte,il 1° gennaio 2014 è stato aggregato all'altro comune soppresso di Oberflachs per formare il nuovo comune di Schinznach.

## Monumenti e luoghi d'interesse

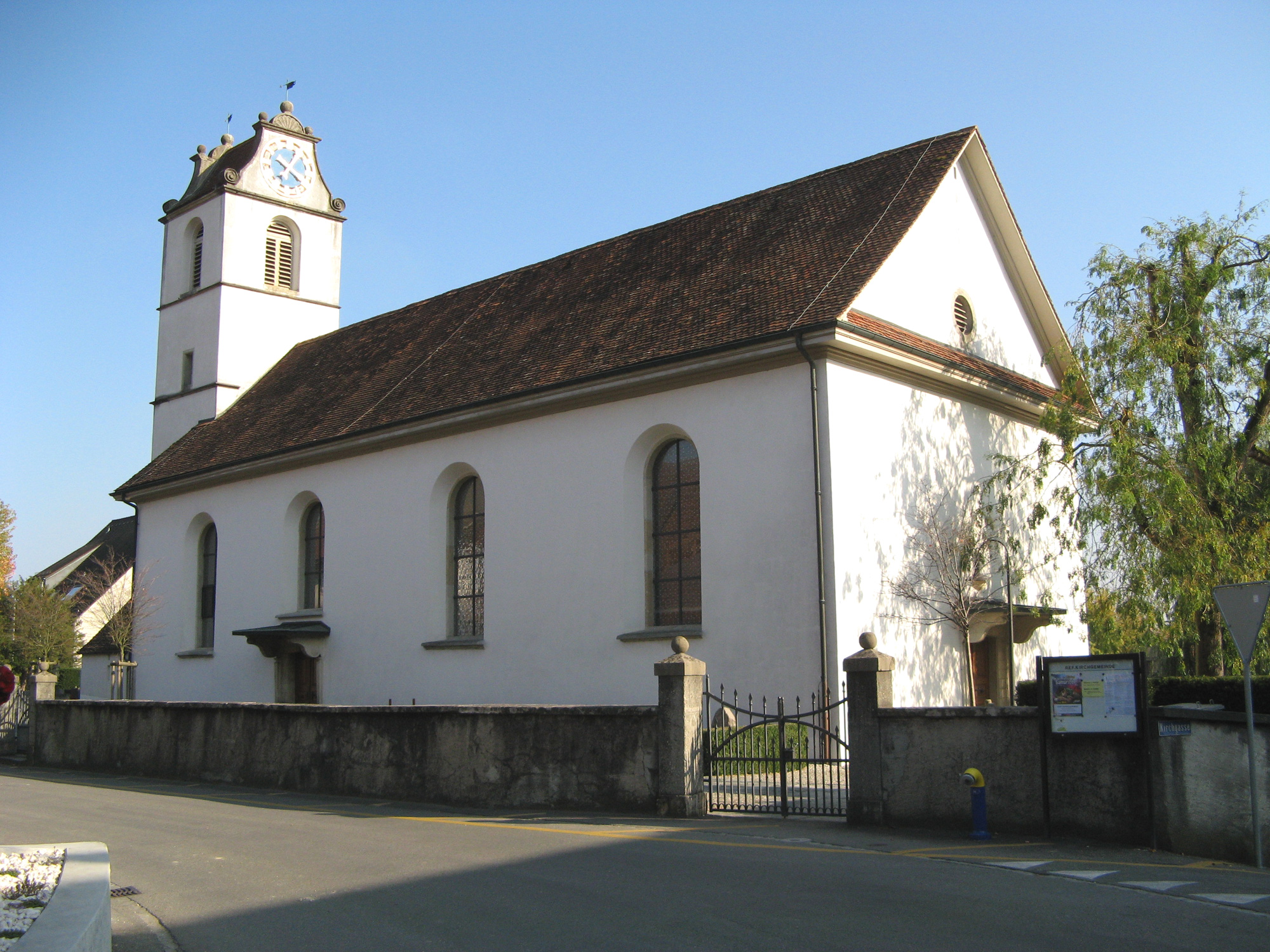
La chiesa riformata

- Chiesa riformata (già di San Giorgio), attestata dal 1227 e ricostruita nel 1779[1].

## Società

### Evoluzione demografica
L'evoluzione demografica è riportata nella seguente tabella:
Abitanti censiti

## Infrastrutture e trasporti

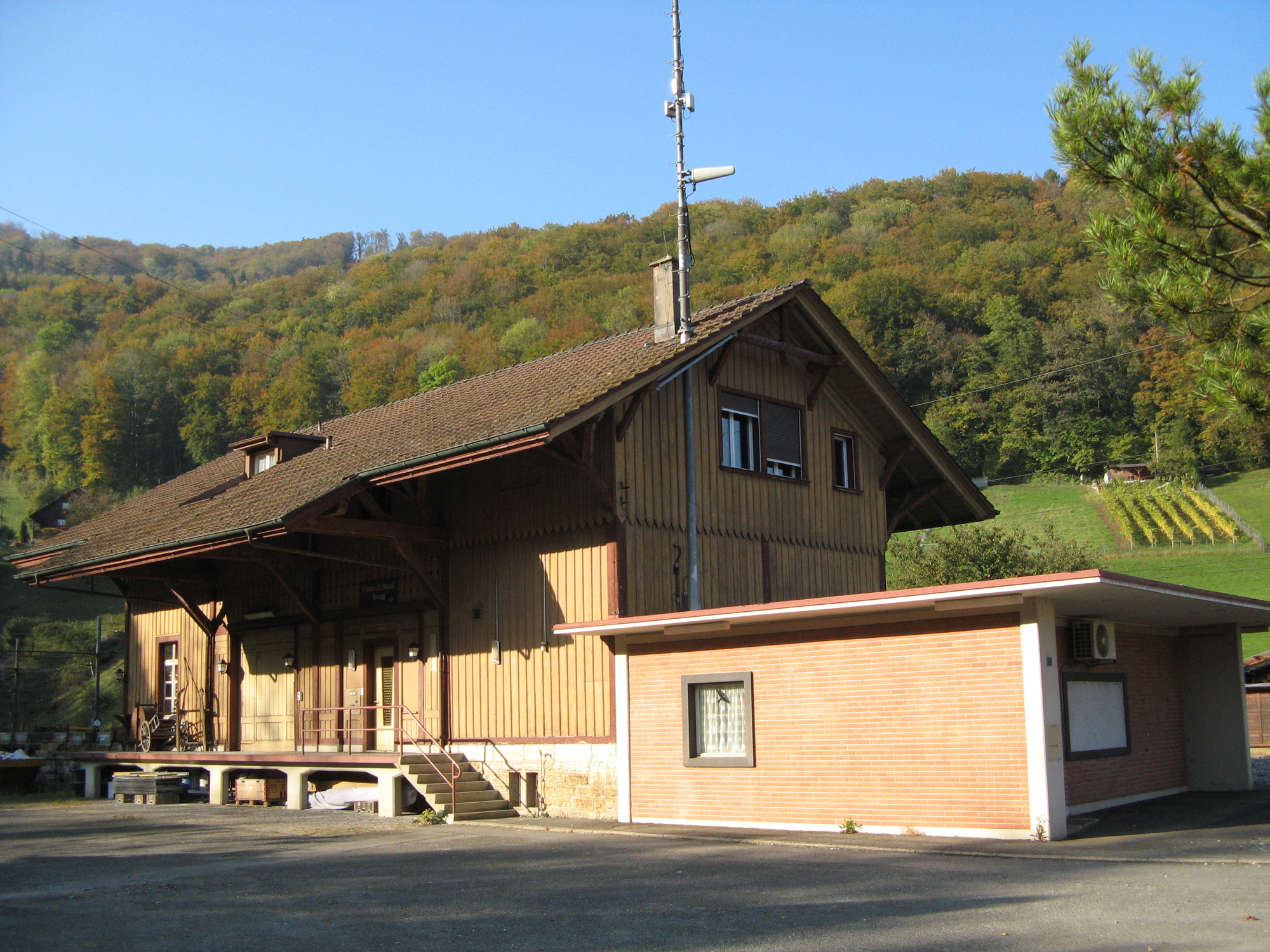
L'ex stazione di Schinznach-Dorf

Schinznach-Dorf è stata servita fino al 1993 dall'omonima stazione sulla Bözbergbahn

## Amministrazione
Ogni famiglia originaria del luogo fa parte del cosiddetto comune patriziale e ha la responsabilità della manutenzione di ogni bene ricadente all'interno dei confini del comune.